# Gekruiste vingers

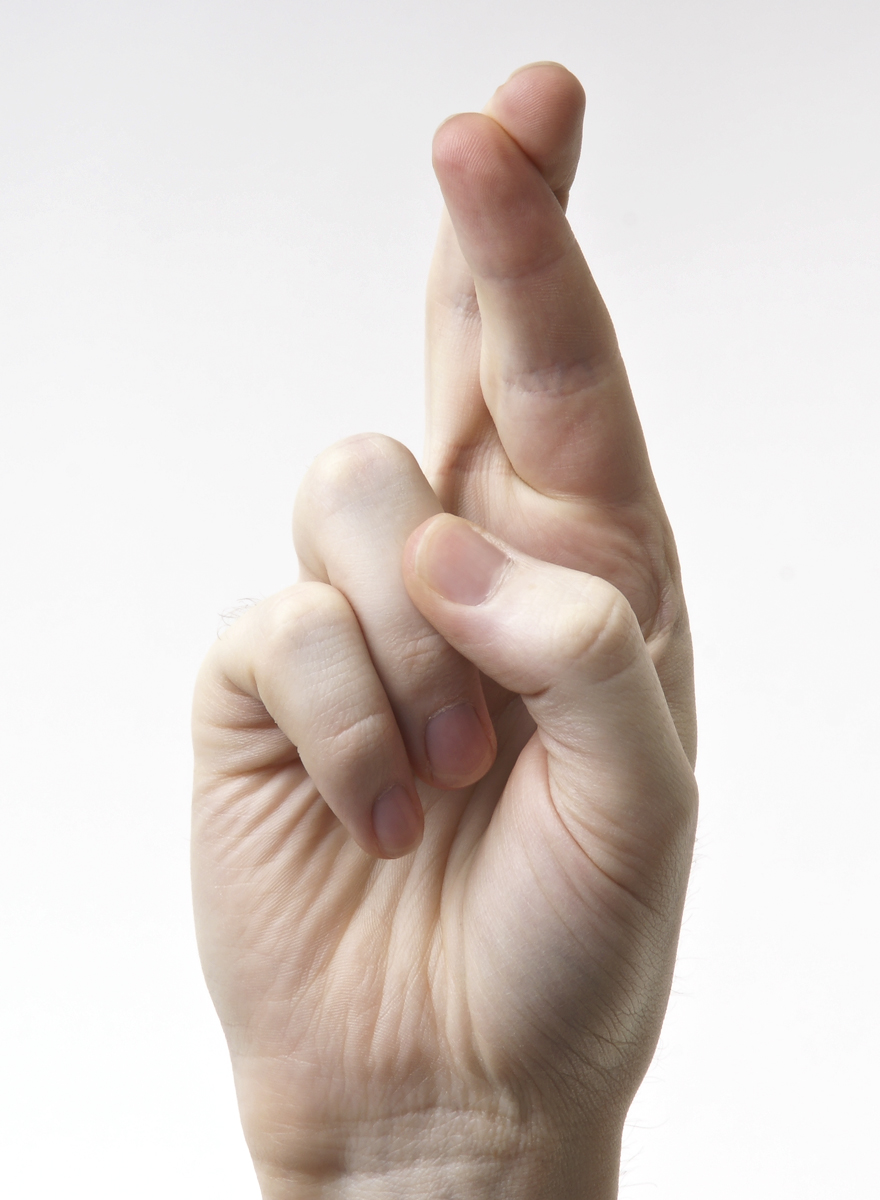

Gekruiste vingers is een gebaar dat men gebruikt om iemand die voor een uitdaging staat succes te bezorgen of te wensen. 
Het gebaar bestaat eruit om wijs- en middelvinger van een hand gekruist over elkaar te houden.
In de Engelse taal bestaat een equivalente uitdrukking, namelijk keeping one's fingers crossed. Er zijn ook emoticons voor het gebaar.
Sommigen gebruiken het gebaar in een andere betekenis: zij houden de vingers gekruist tijdens het doen van een belofte die ze niet willen houden.
Er is ook een ander gebaar, 'duimen' genoemd. Waarbij duim van de ene hand tegen de wijsvinger van de andere hand wordt gedaan en andersom, waarna er een repeterende beweging wordt gemaakt. Een andere variant is die waarbij de handen gevouwen zijn en de duimen om elkaar heen bewegen.